# 扎萨克召
扎萨克召，清廷赐名“日光寺”，蒙古名“纳日尼·给固勒格其苏莫”，位于内蒙古自治区鄂尔多斯市伊金霍洛旗新街镇扎萨克召嘎查，是一座藏传佛教格鲁派寺院。

## 简介
该寺的前身是今陕西省神木县境内的哈布塔尔嘎石窟，建于清朝乾隆二十年（1765年）。后因该石窟寺周边放垦，被划入陕西省神木县管辖，该寺便迁至新街附近重建。
清朝同治十二年（1873年），该寺被马化龙回民起义军烧毁。扎萨克旗王爷请十世乌兰活佛诵经作法事之后，将自己的王府腾出，在王府院内重建日光寺，请乌兰活佛担任住持，此后该庙被称为“扎萨克召”。
1943年，伊克昭盟“三·二六”事变中，该庙遭到国军驻伊克昭盟陈长捷部破坏，不久再次重修。重修后，日光寺有大经堂49间，大经堂两侧对称修建马头明王殿（红帽派殿）、五大神殿各5间。大经堂前，有四大金刚殿。此外，该寺还有公主殿、转经殿、十大明王等殿堂。该寺设有经学院、时轮学院、佛学院等大扎仓。殿堂东、西两侧，各建有一座大佛塔和八座小佛塔。该寺有活佛府邸五十间，喇嘛住房百余间。该寺设有1名大喇嘛，4名掌堂师，4名领经师，1名总管。中华民国末年，有100余名喇嘛。
该寺农历正月举办《甘珠尔》经会，农历四月举办嘛呢经会。农历正月二十九日、七月二十九日跳查玛舞。
十世乌兰活佛圆寂后，十一世乌兰活佛在郡王旗第十五任扎萨克图布升杰尔嘎拉家出生。十一世乌兰活佛在6岁时被迎请至扎萨克召坐床，8岁时赴塔尔寺学经，获辩经噶加学位，曾担任塔尔寺堪布，1959年回到内蒙古。
文化大革命中，扎萨克召被摧毁。